# CipherShed
CipherShed は暗号化された仮想ディスクを作成・利用するソフトウエアである。

## 概要
CipherShed は TrueCrypt の開発終了を受け、そこからフォークしたプロジェクトの1つである。同様のプロジェクトに VeraCrypt が存在する。
CipherShed はバージョン 0.7.3 を TrueCrypt 7.1a の商標変更版として位置付けており、そこから開発が進められる予定である。将来的には TrueCrypt License でリリースされたコードを書き直し、Apache v2 license へ移行する計画がある。